# Esteve Amengual Begovich
Esteve Amengual i Begovich (Maó, 29 d'agost de 1829 – Barcelona, 24 de juny de 1901) fou un navilier, periodista i polític menorquí establert a Barcelona.

## Biografia
Era fill de Pere Amengual Vaquerisses, zelador de l'Hospital Militar de l'Illa del Rei, i de Beneta Begovich Pauli, d'origen croat. Ambdós tenien ascendència corsària.
El 1831 es quedà orfe de pare i la seva mare el va enviar a Gibraltar per estudiar nàutica. El 1848 s'examinà de tercer pilot a Cartagena i el 1852 de segon pilot a Cadis. De primer pilot ho faria el 1866 a l'Havana. El 1846 va fer el primer viatge a Amèrica com a aprenent de pilot. Treballà com a capità de fragates mercants de la naviliera «Plandolit Hermanos» dedicada a fer rutes atlàntiques pel comerç de sucre, tabac i cotó. Alhora, amb el nom de ploma «El corresponsal marítimo» va escriure diverses cròniques dels indrets que visitava, que foren publicades entre 1861 i 1872 als diaris menorquins El Diario de Menorca, El Menorquín, Diario de Mahón i El Constitucional. En les seves cròniques va descriure, entre d'altres, la guerra civil dels Estats Units i la Guerra dels Deu Anys (1868-1878) a Cuba.
Deixà de viatjar el 1880 i s'establí a Barcelona, on fou vocal de la Junta del Port de Barcelona, director comercial del Centro Naval Español i president de l'Asilo Naval i d'El Faro Industrial. Membre del Partit Liberal Fusionista, fou regidor de l'ajuntament de Barcelona pel districte 2 a les eleccions de 1883.
Va ser un dels fundadors del Banco de Fomento de Barcelona i va impulsar campanyes per defensar el proteccionisme. Fou vocal de la secció de Navegació de la Cambra de Comerç, Indústria i Navegació de Barcelona, tresorer i president de la secció de Comerç de l'Ateneu Barcelonès, vicepresident de la Lliga de Contribuents de Barcelona i soci de Foment del Treball Nacional. El 1893 fou nomenat novament regidor de l'ajuntament de Barcelona.